# Cima Viola
La Cima Viola (3.374 m s.l.m. - detta un tempo Cima Occidentale di Lago Spalmo) è una montagna delle Alpi di Livigno nelle Alpi Retiche occidentali.

## Descrizione
Si trova in Lombardia (Provincia di Sondrio) fa da spartiacque tra la Valgrosina e la Val Viola Bormina (valle laterale della Valdidentro). Si può salire sulla vetta passando dalla Capanna Dosdè (2.824 m) oppure usando il Bivacco Angelo e Seconda Caldarini come punto di appoggio.